# Chartreuse (Likör)

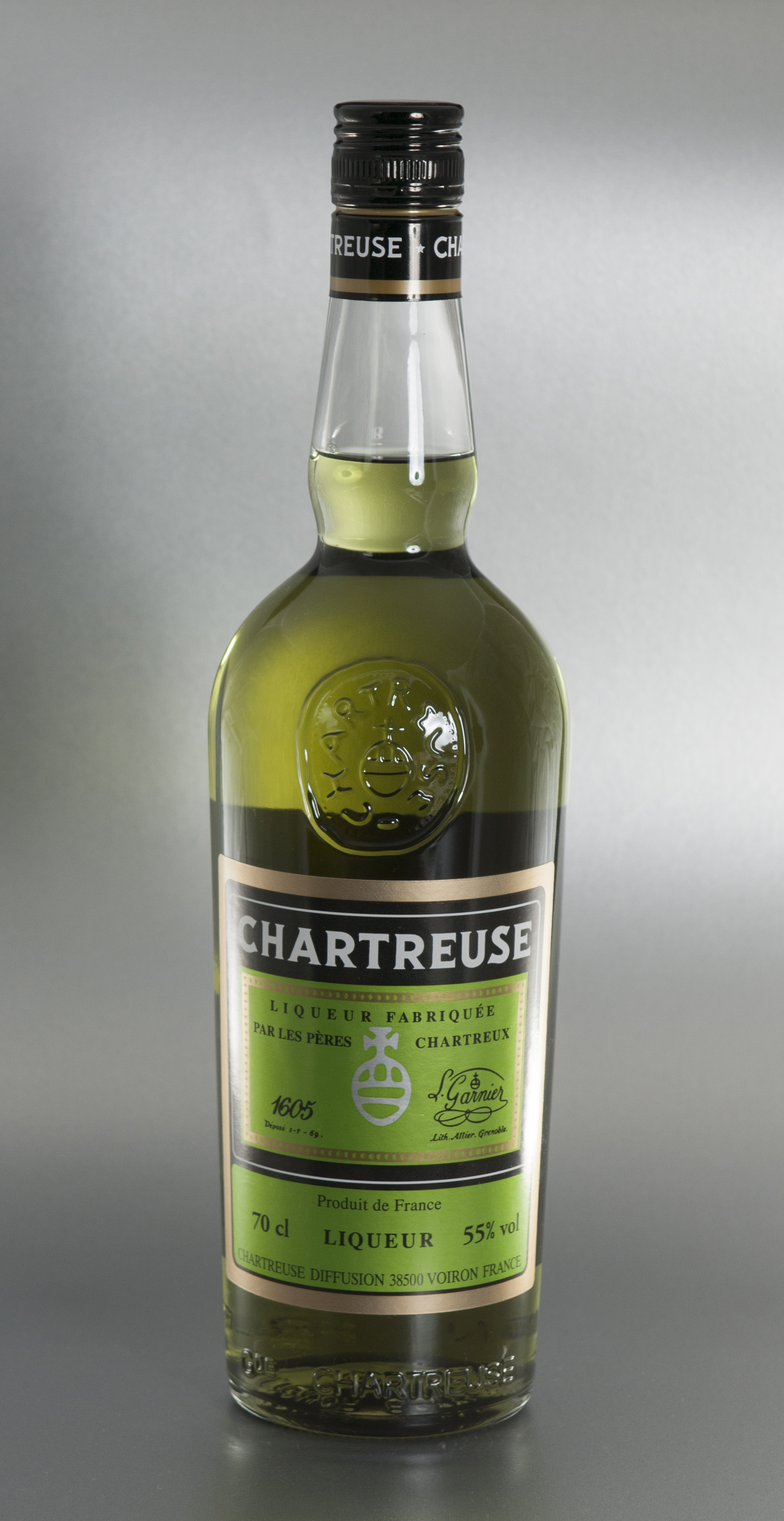
Chartreuse Verte

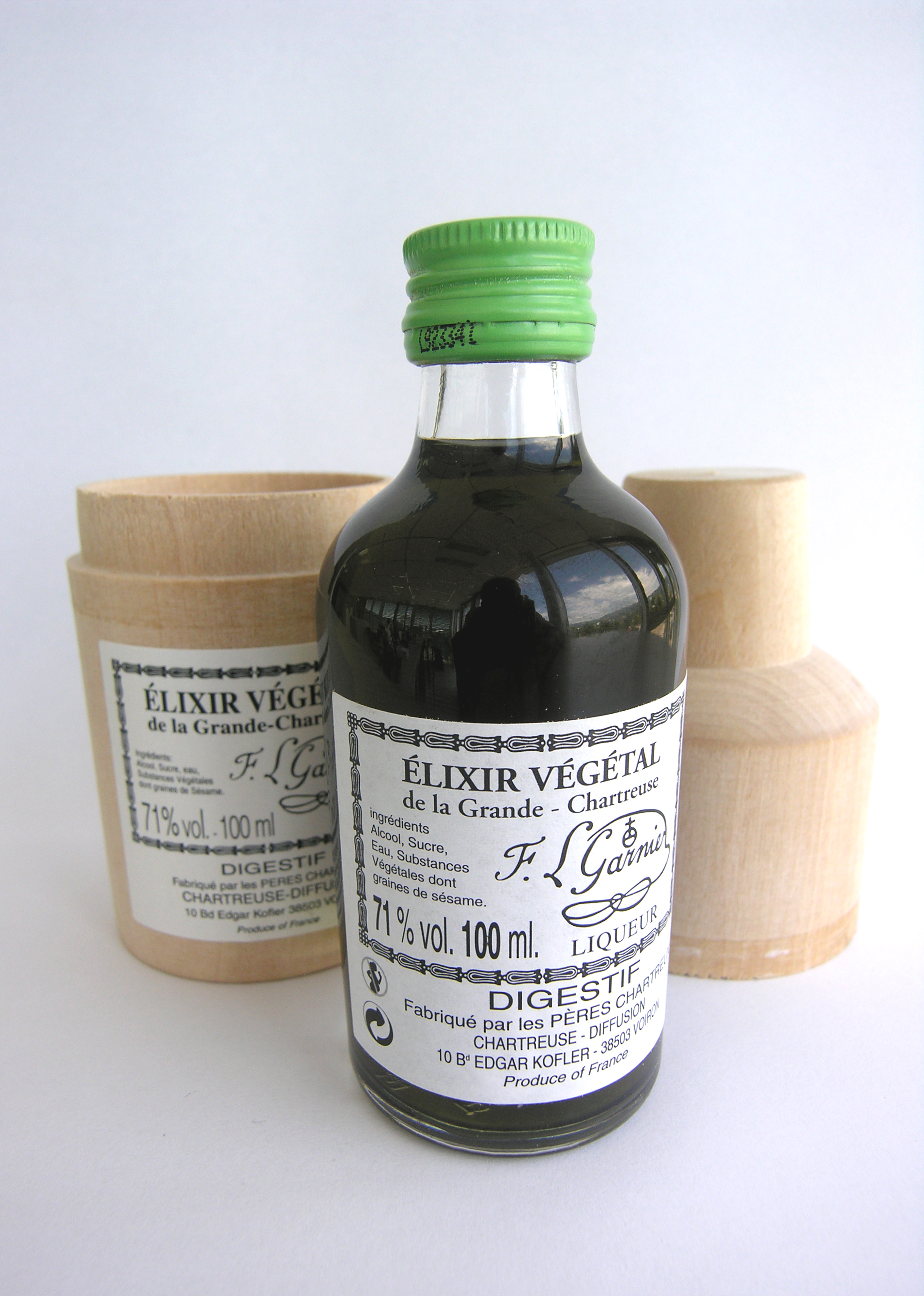
100 ml Élixir végétal

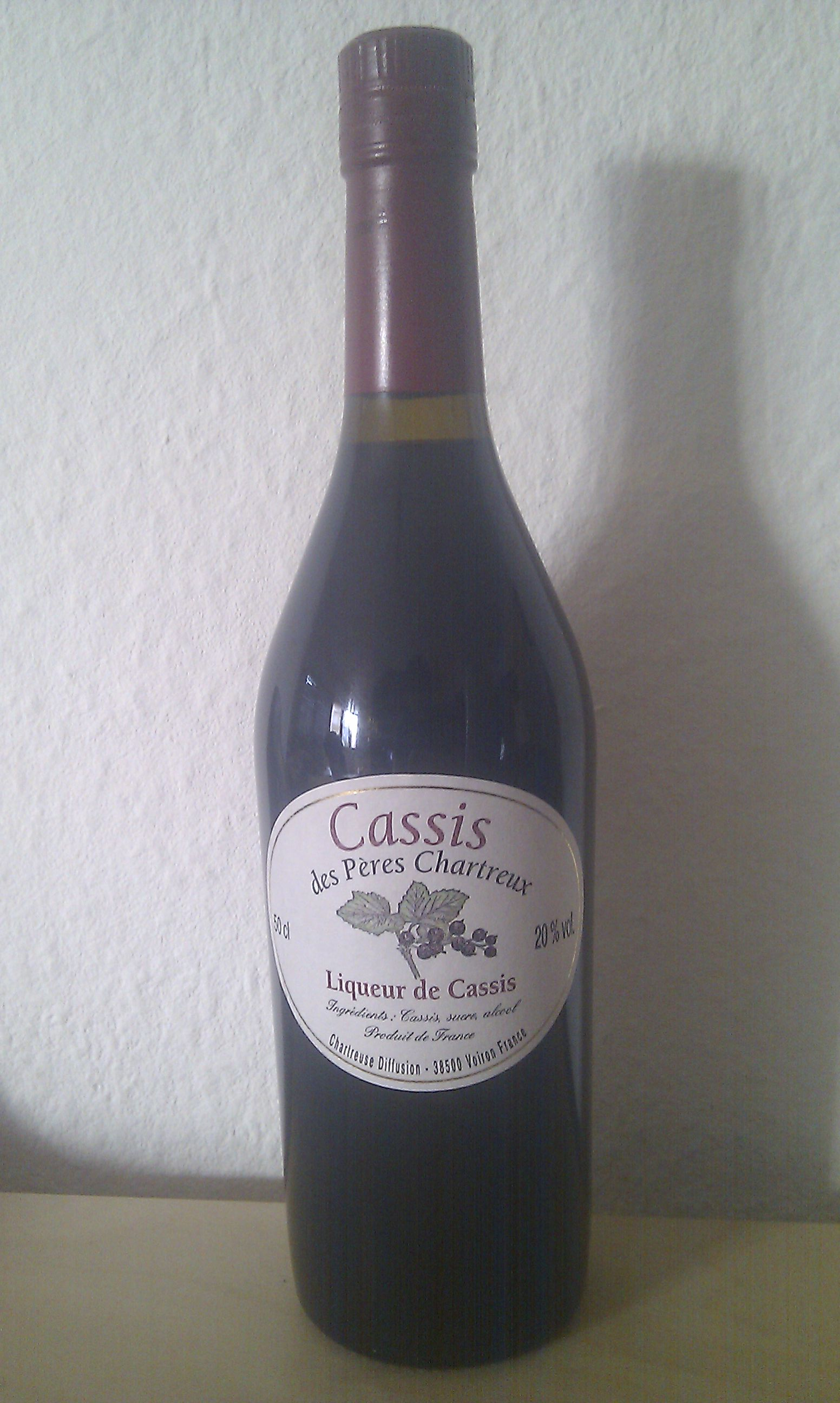
500 ml Cassis des Pères Chartreux

Chartreuse ist eine Marke für Kräuterliköre, die von einem Unternehmen der Kartäusermönche der Großen Kartause (französisch La Grande Chartreuse) bei Grenoble in Frankreich hergestellt werden.

## Geschichte
Laut Aussage des Herstellers schenkte 1605 der Marschall François-Annibal d’Estrées den Kartäusermönchen in Vauvert ein Rezept für ein „Elixier des langen Lebens“. Der Urheber des Rezepts ist unbekannt, möglicherweise stammt es von einem Alchimisten des 16. Jahrhunderts. Es geriet zunächst in Vergessenheit, und nur Teile der komplizierten Rezeptur sollen genutzt worden sein. Anfang des 18. Jahrhunderts wurde das Rezept in das Mutterkloster La Grande Chartreuse geschickt, wo es der Apotheker Bruder Jérôme Maubec studierte. 1737 hatte er daraus ein Herstellungsverfahren für einen heilsamen Trank entwickelt, der als Élixir Végétal de la Grande Chartreuse (heute mit einem Alkoholgehalt von 69 % vol.) noch heute – angeblich unverändert – hergestellt wird. 1764 kam eine mildere Variante mit geringerem Alkoholgehalt hinzu, der heute als Chartreuse Verte bekannte, grüne Kräuterlikör. Die Rezeptur wurde stets geheim gehalten, geriet jedoch in den Jahren nach der französischen Revolution, als das Kloster geschlossen und die Mönche vertrieben wurden, in die Hände des Apothekers Liotard aus Grenoble, der den Likör jedoch nie selbst herstellte.
Nachdem die Mönche 1816 in das Kloster zurückgekehrt waren, gaben Liotards Erben die Rezeptur zurück. 1838 entwickelte Bruder Bruno Jacquet einen milderen, gelben Chartreuse-Likör (Chartreuse jaune); 1840 folgte ein weißer, der – mit einer Unterbrechung zwischen 1880 und 1886 – bis 1900 hergestellt wurde. 1860 (nach anderen Quellen 1869) errichtete der Orden eine größere Destillerie in Fourvoirie (heute Ortsteil von Saint-Laurent-du-Pont). 1903 wurde die Produktion verstaatlicht und die Mönche mussten Frankreich verlassen. In der Folge verkaufte der französische Staat die Markenrechte für Chartreuse an eine private Gesellschaft, die Compagnie Fermière de la Grande Chartreuse. Die Mönche errichteten Destillerien in Tarragona und in Marseille, wo sie ihre Liköre – in jener Zeit als Une Tarragone bekannt – weiter herstellten. Der Standort in Tarragona wurde 1989 geschlossen, jener in Marseille bereits 1929, als es dem Kloster nach der Insolvenz der neuen Betreiber gelang, Destillerie und Markenrechte zurückzukaufen und die Produktion in Fourvoirie wieder aufzunehmen. 1935 zerstörte ein Erdrutsch die Destillerie und die Produktion wurde an den heutigen Standort Voiron verlagert. Die den Likören zugrundeliegende geheime Essenz aus Kräutern und Gewürzen wird angeblich nach wie vor im Mutterkloster, der Großen Kartause, von nur zwei Mönchen gemischt. Angeblich kennen immer nur drei Mönche gleichzeitig die Rezeptur. Seit 1970 kümmert sich die Vertriebsgesellschaft Chartreuse Diffusion um Abfüllung, Verpackung und Versand der Liköre.

## Produkte
Die verschiedenen Chartreuse-Liköre bestehen aus Weinalkohol, Zucker und den Auszügen von bis zu 130 verschiedenen Kräutern und Gewürzen (laut dem Buch The Practical Hotel Steward (1900) sind unter anderem Melisse, Pfefferminze, Frauenminze, Kardamom, Macis, Zimt, Thymian, Arnika-Blüten, Angelica (Arznei-Engelwurz), Aloe, Ysop und Wermut enthalten) und reifen fünf bis acht Jahre lang in großen Eichenholzfässern.
Chartreuse gibt es heute in verschiedenen Varianten: Am bekanntesten und am weitesten verbreitet ist Chartreuse Verte (grüner Chartreuse mit einem Alkoholgehalt von 55 % vol.) sowie die etwas jüngere Variante Chartreuse Jaune (gelber Chartreuse mit einem Alkoholgehalt von 40 % vol.). Der gelbe Chartreuse ist süßer und milder als der kräftige grüne. Darüber hinaus gibt es das Élixir végétal mit aktuell 69 % vol. (vor einigen Jahren 71 %), eine Jubiläums-Version namens 9° Centenaire von 1984 (als die Große Kartause 900 Jahre alt wurde) mit 47 % vol. und sehr lang gereifte V.E.P.-Ausgaben vom gelben (42 % vol) und grünen Chartreuse (54 % vol), die jeweils mit laufender Seriennummer in einem Holzkästchen ausgeliefert werden.
Unter der Marke Chartreuse bzw. mit dem Zusatz […] des Pères Chartreux sind auch weitere Liköre erhältlich, zum Beispiel Walnusslikör (La Noix des Pères Chartreux), Enzianlikör (Gentiane des Pères Chartreux) und Beifußlikör (Génépi des Pères Chartreux), die aber nicht alle international angeboten werden. 

## Sonstiges

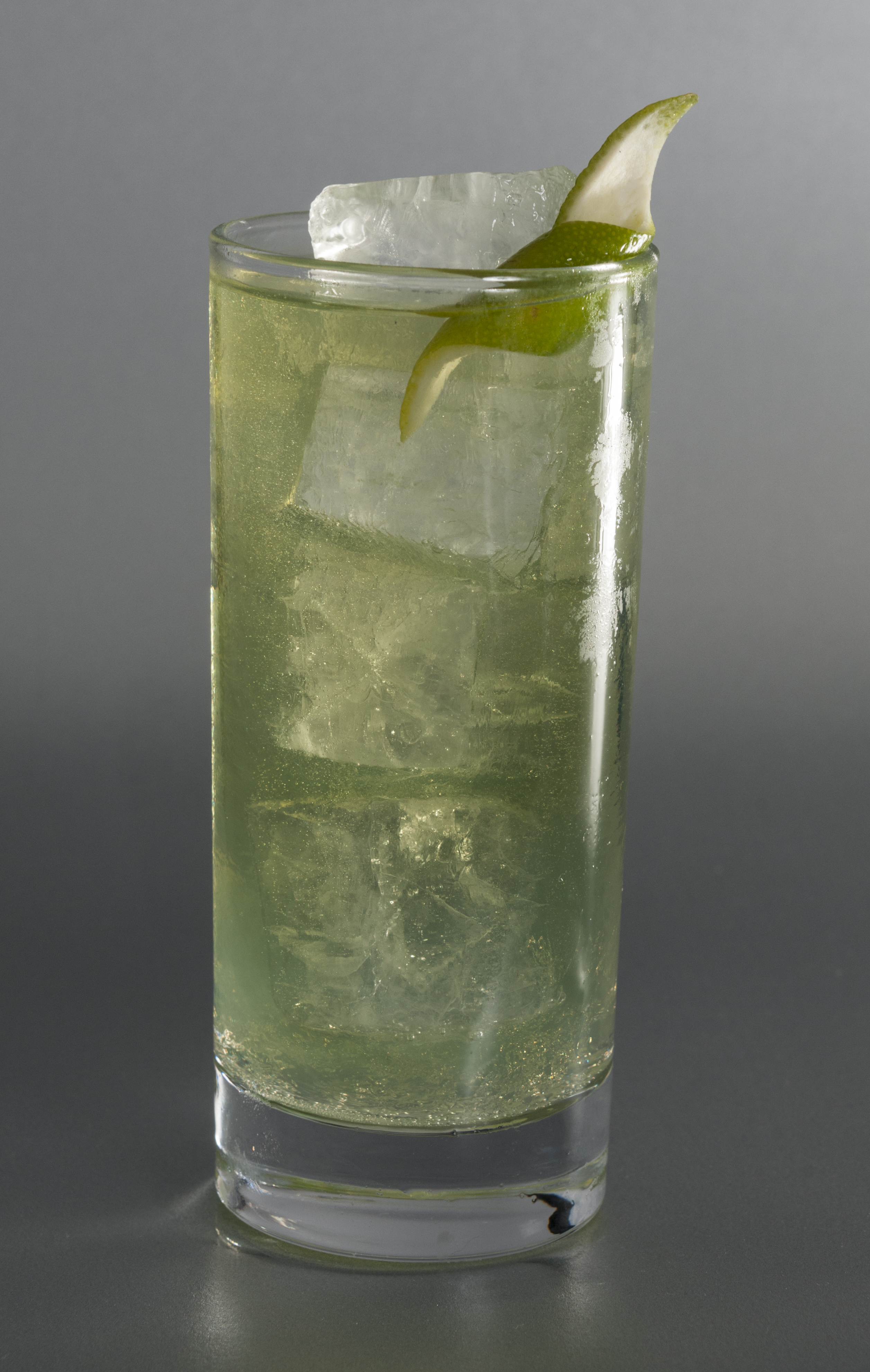
Chartreuse Tonic

In den 1950er- und 1960er-Jahren war Chartreuse, neben dem in Deutschland hergestellten Kräuterlikör Escorial Grün, ein beliebtes Partygetränk. Daran erinnert der Schlager „Kartäuser Knickebein-Shake“, der, von Lutz Jahoda gesungen, 1963 zunächst in der DDR, ein Jahr später auch in der BRD in einer Aufnahme mit Will Brandes erschien.
Auf dem Bar Convent Berlin erhielt Chartreuse Verte (grün) die Auszeichnung Spirituose des Jahres 2007 von einer Jury der Fachzeitschrift Mixology.
Die Chartreuse-Liköre werden pur oder auf Eis als Digestif getrunken oder als Longdrink bzw. Highball mit Säften oder Tonic Water (Chartreuse Tonic). Bekannte Cocktails mit Chartreuse sind Alaska (Gin, Chartreuse Jaune, Orangenbitter), Widow’s Kiss (Calvados, Chartreuse Jaune, Bénédictine, Angosturabitter), Bijou (Gin, Chartreuse Verte, süßer Wermut, Orange Bitter) und Last Word (Gin, Chartreuse Verte, Maraschino, Limettensaft).